# Cyrtolabus mutus
Cyrtolabus mutus es una especie de coleóptero de la familia Attelabidae.

## Distribución geográfica
Habita en Corea y China.